# Појана Манастириј (Јаши)
Појана Манастириј (рум. Poiana Mănăstirii) насеље је у Румунији у округу Јаши у општини Цибана. Oпштина се налази на надморској висини од 218 m.

## Становништво
Према подацима из 2002. године у насељу је живело 487 становника, од којих су сви румунске националности.